# 叶静
叶静（1980年7月10日—），中国大陆男演员。童星出身，后考入北京电影学院。现为北京电影学院教师，同时是职业演员。

## 学习及工作经历
- 中国儿童电影制片场少年班学员
- 北京什锦花园小学
- 北京74中学
- 北京一中
- 北京电影学院表演系99届本科
- 签约冯小刚经纪公司
- 北京电影学院任教中（主要教授台词与表演）

## 演出作品

### 电视剧
- 1989年《方世玉》饰 童年方世玉
- 1989年《少年张三丰》饰 童年张三丰
- 1990年《望夫崖》饰 童年夏磊
- 1992年《青青河边草》饰 裴绍文
- 1992年《少年特工》饰 郑磊
- 1992年《临时爸爸》饰 于同
- 1993年《梅花烙》饰 童年皓祯
- 1993年《倚天屠龙记》饰 童年张无忌
- 1994年《今生是亲人》客串
- 1995年《反贪局长》饰 安平
- 1996年《燃烧的烛光》(又名《烛光》) 饰 金龙
- 1997年《我们是一家》(又名《爸爸妈妈是老外》) 饰 百分
- 1998年《大考之年》饰 考生
- 1998年《警坛风云》饰 第九集客串林子
- 1998年《悲欢岁月》(又名《母亲》)饰 赵小君
- 1999年《重案六组》饰 客串演出吸毒少年
- 2000年《大明宫词》饰 武攸宇
- 2001年《绝不放过你》饰 邱枫
- 2001年《闲人马大姐》饰 刘强
- 2001年《乡野传奇之大黑蛾》饰 小喜子
- 2002年《日出》饰 潘立仁（2.3.6.8.9.10.11集; 民初电视剧）
- 2002年《倚天屠龙记》饰 七王爷之子札牙笃 赵强 (10-34集)
- 2003年《大江东去》饰 罗宇 (26集)
- 2004年《血色浪漫》饰 宁伟
- 2004年《老娘泪》（原名《山雨》《风雨远山》）饰 程立强
- 2005年《母亲是条河》饰 李宝军
- 2005年《红色记忆》饰 叶志武
- 2007年《记忆之城》（原名《英雄之城》）饰 周汉英
- 2007年《非常24小时》饰 张刚
- 2007年《江湖兄弟》饰 唐豪杰
- 2008年《震撼世界的七日》饰 岳鹏
- 2008年《海狼行动》饰 余龙
- 2008年《夜奔》饰 林冲
- 2009年《沧海》饰 王海军
- 2009年《十三省》（又名《闪亮军刀》）饰 十一省小秀才齐明朗
- 2009年《锣鼓巷》（又名《无悔交锋》）饰 辛书恒
- 2009年《战士》饰 古天相
- 2009年《晚婚》饰 项海
- 2009年《镜海风云》饰 何明远
- 2010年《淘金年代》饰 田火根
- 2010年《西部警官》饰 郝刚
- 2010年《远山的红叶》饰 小江
- 2010年《流泪的新娘》饰 陆天智
- 2010年《最后防线》饰 郑天亮
- 2010年《烈火红岩》饰 毕晓宇
- 2010年《米脂婆姨》
- 2014年《兄弟兄弟》
- 2015年《活法》
- 2018年《小妮扛枪》
- 2019年《忠诚卫士》饰 王黎生
- 2020年《奋勇向前》饰 杨东良
- 2020年《秀才点兵》饰 赵思文(兼任"總導演")

### 电影
- 1991年《四十不惑》——赵小木
- 1993年《临时爸爸》——余同
- 1994年《暗号》——桑小天
- 1994年《吾家有女》——女主角的同学
- 1995年《我是你爸爸》—— (王朔小说改编)
- 1996年《东宫西宫》——阿兰(少年时期)（大陆第一部同志电影）
- 2000年《爱上新世纪》——姚小米
- 2003年《关中刀客》之<董二伯><花翎子> —花翎子(猪娃)（冯小刚监制电视电影）
- 2007年《怒放的青春》——白文
- 2009年《寻找狗托邦》——肯（配音）
- 2010年《宅男总动员》
- 2011年《麻辣空姐》

### 话剧
- 2001年《大明宫词》—— (北影)
- 2001年《小井胡同》—— 陆九龄（北影）

## 外部
- 叶静的新浪微博